# Theloderma vietnamense
Espèce
Theloderma vietnamense est une espèce d'amphibiens de la famille des Rhacophoridae.

## Répartition
Cette espèce  se rencontre au Viêt Nam et au Cambodge jusqu'à 1 500 m d'altitude.
Sa présence est incertaine au Laos.

## Description
Les mâles mesurent de 28,0 à 35,1 mm et les femelles de 29,8 à 35,8 mm.

## Étymologie
Son nom d'espèce, composé de vietnam et du suffixe latin -ense, « qui vit dans, qui habite », lui a été donné en référence au lieu de sa découverte, le Viêt Nam.

## Publication originale
- Poyarkov, Orlov, Moiseeva, Pawangkhanant, Ruangsuwan, Vassilieva, Galoyan, Nguyen & Gogoleva, 2015 : Sorting out Moss Frogs: mtDNA data on taxonomic diversity and phylogenetic relationships of the Indochinese species of the genus Theloderma (Anura, Rhacophoridae). Russian Journal of Herpetology, vol. 22, no 4, p. 241–280.